# 貝森朵夫

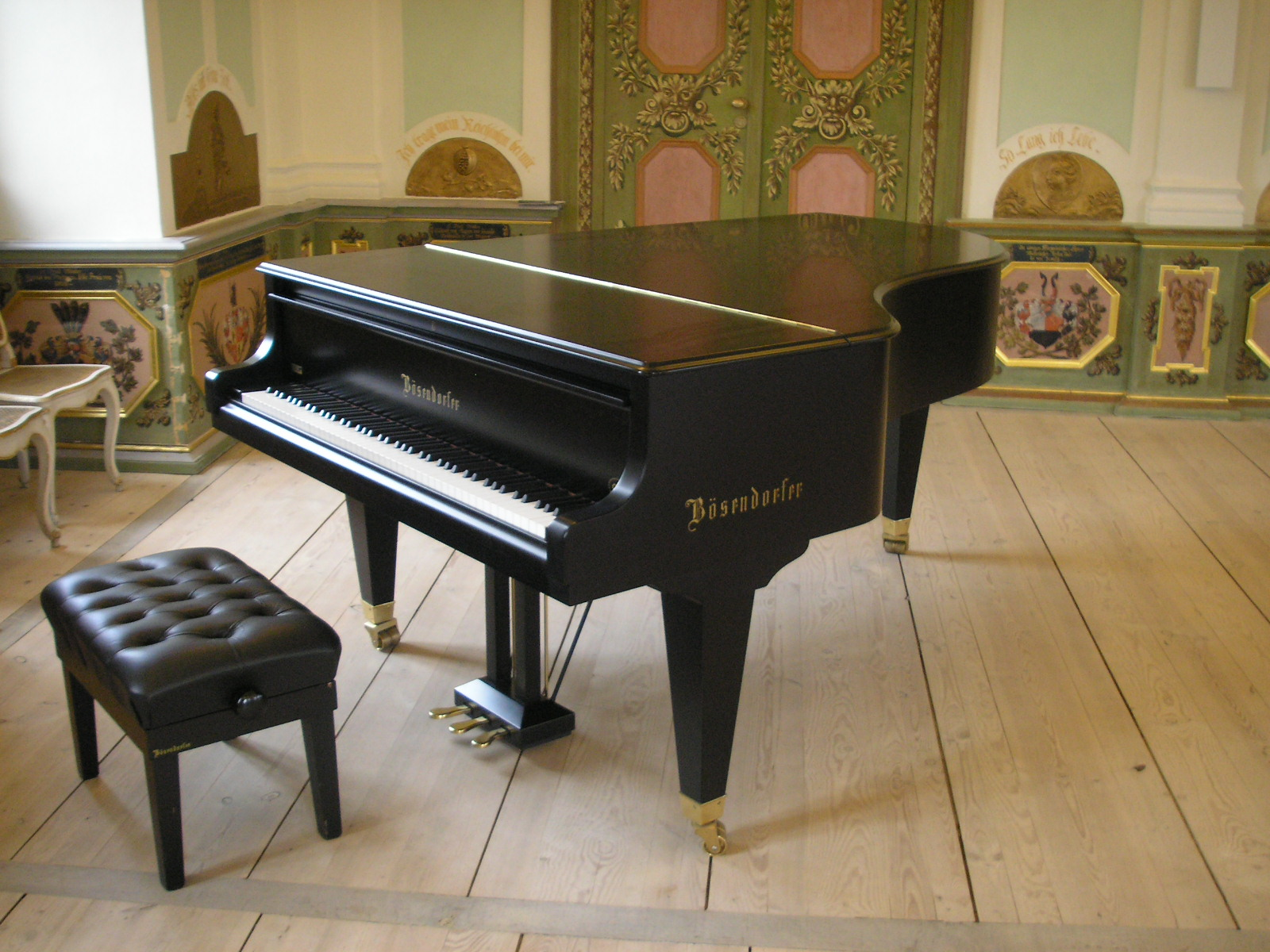
贝森朵夫214CS钢琴

貝森朵夫鋼琴廠有限公司（德語：L. Bösendorfer Klavierfabrik GmbH）是一家奥地利钢琴制造公司，其母公司是日本山叶株式会社。
不同于一般的钢琴制造商，贝森朵夫是唯一一家生产92键以及97键的三角钢琴的厂商（一般钢琴为88键）。

## 历史
贝森朵夫钢琴厂是世界上最古老的钢琴制造商之一，该品牌由伊格纳茨·貝森朵夫于1828年在奥地利维也纳创立。其制造的三角钢琴以顶级的品质闻名于世。1839年，公司接受当时奥地利皇帝斐迪南一世的皇家委任状专门为皇室提供顶级三角钢琴。
伊格纳茨去世后，他的儿子路德维希贝森朵夫于1859年接管公司的运营并于1860年将公司迁至新址，后来成为贝森朵夫音乐厅。从1872年至1913年关闭，它一直是维也纳首屈一指的音乐厅。1909年，公司被一名叫卡尔·胡特尔斯特拉瑟的商人买下，并于1966年售予晶寶國際公司。直至2002年，公司被奥地利Bawag P.S.K.银行购得，公司股权又回到了奥地利人手中。但是2007年12月20日，Bawag P.S.K.银行又把公司所有的股权卖给了日本的山叶株式会社。。

## 特点
贝森朵夫钢琴厂将钢琴原有的88键增加到了97键，并命名为贝森朵夫290三角钢琴。该型号最初是为意大利钢琴家费卢西奥·布梭尼（1866年至1924年）专门定做的，布梭尼当时要誊写一手管风琴乐曲，但是该曲的最低音超出了标准钢琴键盘的范围。新琴做好后，布梭尼对这架訂做的钢琴非常满意，于是贝森朵夫公司决定把97键的钢琴量产化并命名为型号290，顿时成为市场上最为抢手的三角钢琴。
由于型号290的成功，之后贝森朵夫又制造了具有92键的型号225三角钢琴。多出的琴键均位于键盘最左边，即最低音。一开始贝森朵夫为这块区域里的按键设计了一块盖板以防止演奏者误弹，后来的新型号取消了这种设计，并把该区域的白键涂成黑色以示区别。

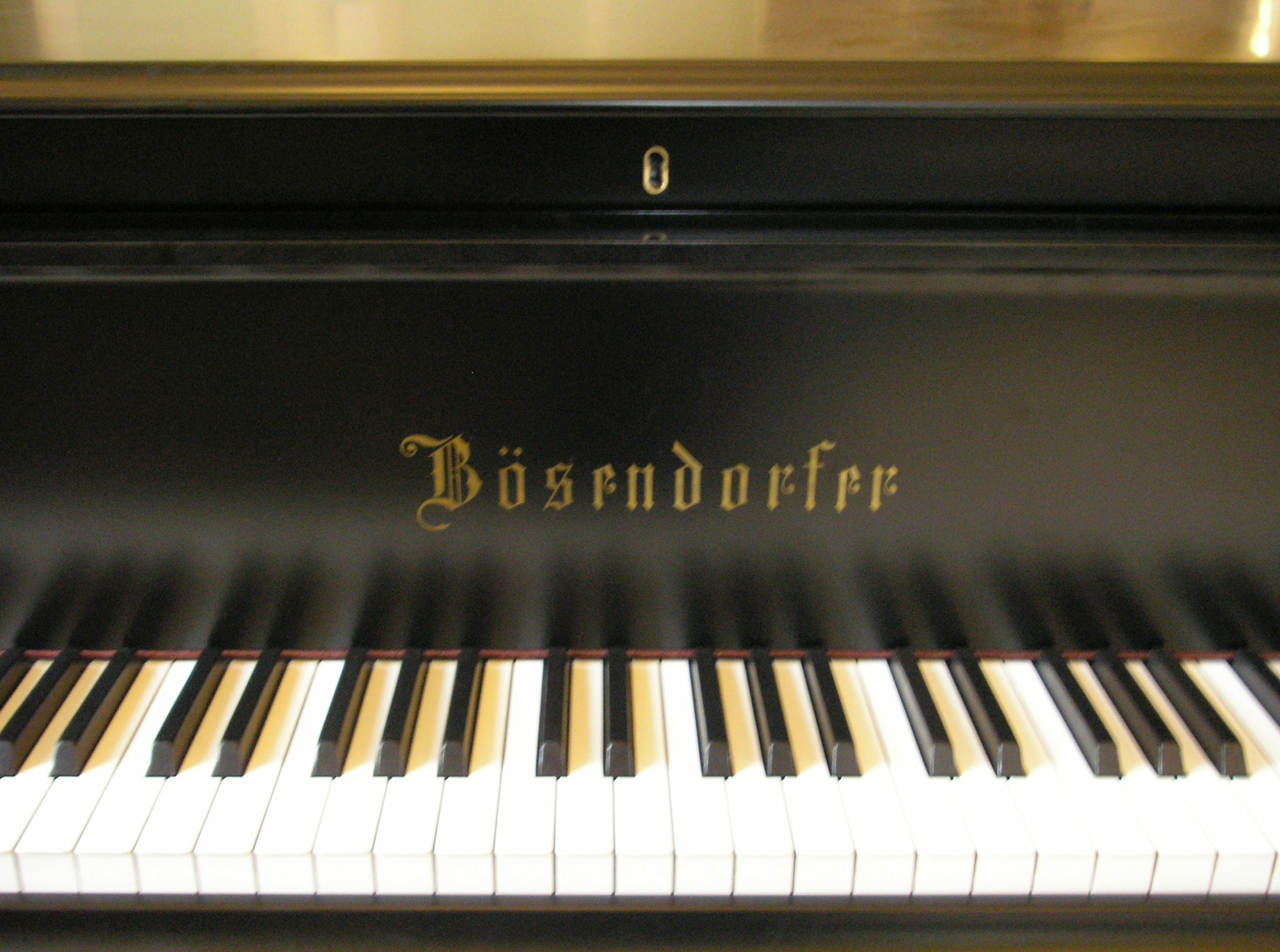
消光版本的贝森朵夫三角钢琴

## 最新技术
贝森朵夫最新的设计是CEUS自動演奏系統。在传统的钢琴内植入电子芯片，该芯片能够直接将演奏的乐曲录制下来，做成一份.boe文件。此外，该系统还能够记录下使用者演奏键位，通过对每个琴键的控制，完整地复制乐曲。
由于该项功能省略了传统的录音过程，取而代之用电子的方式完成，所以无论在何种环境中，都不会有任何外界杂音被记录下来，以保证录音效果完美纯净。

## 型号
贝森朵夫拥有八种三角琴型号和两种直立式钢琴的型号。三角琴长度从五呎一吋到九呎六吋不等。其中九呎六吋的帝国290是世界上最大的演奏会用三角琴之一，重达690公斤。

### 标准黑色系列
貝森朵夫三角琴的命名方式相當簡單，型號名稱即代表該款鋼琴的長度。例如型號170就代表該款鋼琴長度為170公分。
| 型号              | 英制长度 | 键数 |
| ----------------- | -------- | ---- |
| 贝森朵夫120CL     | 直立式   | 88   |
| 贝森朵夫130CL     | 直立式   | 88   |
| 贝森朵夫155       | 5' 1"    | 88   |
| 贝森朵夫170       | 5' 8"    | 88   |
| 贝森朵夫185       | 6' 1"    | 88   |
| 贝森朵夫200       | 6' 7"    | 88   |
| 贝森朵夫214       | 7'       | 88   |
| 贝森朵夫225       | 7' 4"    | 92   |
| 贝森朵夫280       | 9' 2"    | 88   |
| 貝森朵夫帝王琴290 | 9' 6"    | 97   |

### 音乐学院系列
音樂學院CS（Conservatory Series）系列是专门针对负担不起标准黑色系列的音乐学院而设计的低端型号。这种型号在本质上和高端型号没有差别，但是缩水了检验的过程，并减少了表面抛光等工序。

### 限量款系列
为了纪念舒伯特，莫扎特和肖邦等作曲家，贝森朵夫推出了170周年和175周年纪念款。艺术家系列推出过克林姆、Opus 50.000第五萬號、貝多芬、蜂鳥、李斯特、80周年、莫札特、Marquis、Emperor、克萊斯勒、漢斯賀萊恩和施華洛世奇等限量款鋼琴。

### 特殊款與設計家系列
贝森朵夫每隔几年都会推出一些工匠设计系列钢琴来纪念对品牌有意义的年份。例如有一款贝森朵夫施华洛世奇水晶三角钢琴。这款琴总共只制造了3台，为的是纪念品牌成立175周年。该琴的表面贴覆着8000片独立的水晶并且局部用黄金做点缀，售价高达750,000美元。貝森朵夫推出Chrome鉻、史特勞斯、舒伯特、參議員、李斯特、路易十六、巴洛克、蕭邦、維也納、工匠、齊本德爾、奧迪設計、新銳設計、保時捷設計等特别款。

## 相关趣闻
- 2007年4月10日，一台价值45,000欧元的贝森朵夫型号275三角钢琴在运送的过程中从2.5米的卡车上跌落损毁，由于该钢琴准备在英格兰德文郡的双月节上展出，贝森朵夫为其专门赶制了一台价值85,000欧元的新琴。[11][12]

## 著名使用者
- 弗朗茨·李斯特：匈牙利钢琴演奏家和作曲家

- 伦纳德·伯恩斯坦：美国指挥家、作曲家

- 奥斯卡·彼得森：黑人爵士钢琴家[13]

- 维克托·伯格：美国戏剧家，导演，钢琴家[14]

- 瓦伦蒂娜·李希特莎：当代乌克兰演奏家

- 安德拉斯·席夫：英國籍匈牙利裔鋼琴家和指揮家

- 保羅·巴杜拉-斯科達：保羅·巴杜拉-斯科達出生在維也納。1947年贏得奧地利音樂比賽一等獎。1949年他與不少名聲顯赫的指揮如威爾海姆·福特萬格勒（Wilhelm Furtwängler）和赫伯特·馮·卡拉揚（Herbert von Karajan）合作登台演出。他擅長演繹莫扎特、貝多芬和舒伯特的作品。他的演奏範圍很廣，留下了大量的錄音，包括超過200張的唱片。

- 多莉·艾莫絲：出生於北卡羅萊納州，本名麥拉·艾蓮·艾莫絲，是位八度提名葛萊美獎的美國歌手、鋼琴家和詞曲創作人。

- 約爾格．德穆斯：1928年出生奧地利。6歲學習鋼琴，母親是小提琴家。11歲時獲准進入維也納音樂學院學習鋼琴和指揮，1979年他獲得Mozartgemeinde維也納莫扎特獎章，並且在國際巴赫比賽中獲獎。

- 弗里德里希·古爾達：奧地利鋼琴演奏家。早年以演奏貝多芬鋼琴曲目著稱，晚年則將自己的興趣轉往爵士樂與即興音樂。

- 丹尼爾·巴倫波因：2009年，巴倫波因首次指揮維也納愛樂新年音樂會。2011年，巴倫波因成為米蘭斯卡拉大劇院的音樂總監，並以莫扎特歌劇《唐·喬萬尼》作為2011-12樂季首部演出的劇目。2014年，巴倫波因第二次指揮維也納新年音樂會。